# تریفون ایوانوف
تریفون ایوانوف (بلغاری: Трифон Маринов Иванов؛ ۲۷ ژوئیهٔ ۱۹۶۵ – ۱۳ فوریهٔ ۲۰۱۶) یک بازیکن فوتبال اهل بلغارستان بود.

## باشگاهی
از باشگاه‌هایی که در آن بازی کرده‌است می‌توان به آستریا وین، راپید وین، رئال بتیس و زسکا صوفیه اشاره کرد.

## تیم ملی
وی همچنین در تیم ملی فوتبال بلغارستان بازی کرده است.